# Julius Harris
Pour les articles homonymes, voir Harris.
Julius Harris est un acteur américain né le 17 août 1923 à Philadelphie et mort d'une crise cardiaque le 17 octobre 2004 à Woodland Hills, en Californie.

## Filmographie
- 1964 : Nothing But a Man de Michael Roemer
- 1972 : Super Fly de Gordon Parks Jr.
- 1972 : Les Nouveaux Exploits de Shaft (Shaft's Big Score!) de Gordon Parks
- 1973 : Vivre et laisser mourir (Live and Let Die) de Guy Hamilton
- 1973 : Black Caesar, le parrain de Harlem (Black Caesar) de Larry Cohen
- 1973 : Casse dans la ville (Hell Up in Harlem) de Larry Cohen
- 1974 : Les Pirates du métro de Joseph Sargent
- 1976 : L'Île des adieux (Islands in the Stream) de Franklin J. Schaffner
- 1976 : King Kong de John Guillermin
- 1977 : À la recherche de Mister Goodbar de Richard Brooks
- 1978 : To Kill a Cop de Gary Nelson
- 1980 : Gorp de Joseph Ruben
- 1987 : Colère en Louisiane de Volker Schlondorff
- 1990 : Prayer of the Rollerboys de Rick King
- 1990 : La Rage au cœur (To Sleep with Anger) de Charles Burnett
- 1991 : Harley Davidson et l'Homme aux santiags (Harley Davidson and the Marlboro Man) de Simon Wincer
- 1994 : Shrunken Heads (en) de Richard Elfman